# Helen Francis Hood
Pour les articles homonymes, voir Hood.
Helen Francis Hood, née le 28 juin 1863 à Chelsea dans le Massachusetts et morte le 22 janvier 1949 à Brookline dans le même État, est une pianiste, compositrice et enseignante américaine.

## Biographie
Helen Francis Hood naît le 28 juin 1863 à Chelsea dans le Massachusetts,.
Elle étudie à Boston, l'harmonie avec J. C. D. Parker, John Knowles Paine et George Chadwick et le piano avec Benjamin Johnson Lang. Elle étudie à Berlin, le piano avec Philipp Scharwenka. Dans la même ville elle suit les cours de Moritz Moszkowski. 
Elle apparaît comme pianiste dans de nombreuses organisations de Boston, dispose d'un vaste réseau d'étudiants en piano depuis plus de 40 ans et compose régulièrement depuis son plus jeune âge jusque dans les années 1930. Elle reçoit un diplôme et une médaille de l'Exposition universelle de 1893 à Chicago dans l'Illinois, où sa Summer Song est reprise trois fois lors de sa représentation du 6 juillet.
Helen Francis Hood meurt le 22 janvier 1949 à Brookline dans le Massachusetts.

## Travaux
Elle est connue pour ses chansons, qui ont évolué des premières ballades sentimentales à un langage expansif et expressif dans les œuvres ultérieures.
Elson en février 1925 considère son trio avec piano comme son œuvre la plus importante. Son œuvre la plus importante est un trio pour violon, violoncelle et piano, le premier probablement qui ait été composé par une femme américaine,. 
Parmi des œuvres, on peut citer :
- Disappointment[5],[4]
- The Violet[6],[4]
- Cornish Lullaby[4]
- Robin[7]
- Shepherdess[8],[4]
- Message of the Rose[9],[4]

Elle a aussi publié deux suites pour violon et des morceaux de piano (op. 6 et op. 10).